# 박자표

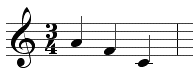
3/4 박자표의 단순한 예.

박자표(拍子標, time signature, 박자기호)는 악곡의 박자 종류를 가리킨다. 박자표는 모두 분수(分數)의 꼴로 쓴다. 박자표는 곡의 처음과 박자가 변하는 곳에 각 5선마다 표기한다. 곡의 머리에서는 음자리표, 조표, 박자표의 순으로 한다.

## 같이 보기
- 박자